# Henry Pearce (pugile)
Henry Pearce detto the Game Chicken (1777 – 30 aprile 1809) è stato un pugile inglese.
Campione d'Inghilterra dal 1805 al 1806. Inserito nell'International Boxing Hall of Fame nel 1993.
Pugile molto forte, anche se non possedeva la tecnica e l'abilità del suo predecessore Jem Belcher. Nacque a Bristol, città dove cominciò a combattere ed acquisire esperienza, per poi trasferirsi a Londra. Nella capitale Henry disputò i primi incontri importanti e dimostrò le sue capacità vincendo contro Jack Firley.
Con il titolo in pugno decise di aiutare il suo amico John Gully, finito in carcere per non aver pagato i debiti. Pearce trovò un ottimo sponsor per l'incontro, i soldi ricavati servirono per pagare una parte dei debiti di Gully, tanto da permettergli di uscire di prigione.
Gully e Perce si incontrarono di nuovo in una sfida pubblica ad Hailsham in una memorabile sfida terminata dopo 1 ora e 17 minuti e di fronte a una folla immensa. Perace dominò l'inizio mandando al tappeto Gully in ognuno dei sette round iniziali. Dal 18º al 33º round nessuno dei due prese il sopravvento, nonostante si stessero aprendo alcune ferite sul volto dei due pugili. Alla fine Gully fu costretto ad abbandonare il match a causa del continuo sanguinamento delle sue ferite.
Nel 1805 Henry Pearce venne acclamato campione d'Inghilterra perché Jem Belcher, rimasto cieco ad un occhio, non si rese disponibile per mettere in discussione il titolo.
I due si incontrarono lo stesso anno per volontà di Belcher. La sfida durò 18 riprese e volse a favore di Pearce che divenne di diritto campione d'Inghilterra.
Pearce decise di non combattere più, tornò a vivere una campagna. Nel 1809 contrasse la tubercolosi, morì poco dopo, quattro anni dopo la vittoria del titolo.